# Kraineje (Kaliningrad)
Kraineje (russisch Крайнее, deutsch Juckstein, auch: Dundeln, Pabuduppen, 1938 bis 1945 Finkenhagen litauisch Jukščiai, auch: Dundeliai, Pabudupiai) ist ein Ort in der russischen Oblast Kaliningrad. Er gehört zur kommunalen Selbstverwaltungseinheit Munizipalkreis Krasnosnamensk im Rajon Krasnosnamensk. Die ehemaligen Orte Dundeln und Pabuduppen/Finkenhagen sind verlassen.

## Geographische Lage
Kraineje liegt an der Scheschuppe (1938 bis 1945: Ostfluss) im Nordwesten des Rajon Krasnosnamensk nahe der Grenze zum Rajon Neman. Durch den Ort verläuft die Regionalstraße 27A-025 (ex R508), die ihn mit der einstigen Kreisstadt Neman (Ragnit, 17 km) sowie der jetzigen Rajonstadt Krasnosnamensk (Lasdehnen/Haselberg, 17 km) verbindet. Eine Bahnanbindung besteht nicht.

## Geschichte

### Juckstein
Juckstein, nicht zu verwechseln mit dem gleichnamigen Juckstein in der Nähe von Kraupischken, zunächst Manstein genannt, war ein adeliges Gut, das um 1730 der Familie Manstein und um 1780 der Starostin von Biallosor gehörte. Es gab dort auch eine Rossmühle und eine Ziegelei. Später gelangte das Gut in den Besitz der Familie von der Groeben. Von Juckstein aus wurden auch das Gut Neusorge (54° 57′ 49″ N, 22° 12′ 59″ O, wurde offenbar im 19. Jahrhundert aufgegeben) und die beiden Dörfer Ackmenischken und Mickehnen verwaltet. Während Mi(c)kehnen im Laufe des 19. Jahrhunderts selbständig wurde, blieb Ackmenischken als Vorwerk Bestandteil des Gutsbezirks Juckstein. 1874 wurde auch ein Teil der Landgemeinde Dundeln (s. u.) als Vorwerk in den Gutsbezirk Juckstein eingegliedert, um dann um 1900 zum eigenständigen Gutsbezirk zu werden.
1874 wurde Juckstein namensgebend für einen neugebildeten Amtsbezirk im Kreis Ragnit. Seit 1909 gehörte der Gutsbezirk Juckstein zum Amtsbezirk Raudszen. 1928 wurde er, nun im Kreis Tilsit-Ragnit gelegen, in eine Landgemeinde umgewandelt.
Etwa 1941 wurde auf dem Gemeindegebiet der Militärflugplatz Lobellen eingerichtet. In Folge des Zweiten Weltkrieges kam Juckstein 1945 mit dem nördlichen Ostpreußen zur Sowjetunion.

#### Einwohnerentwicklung
| Jahr | Einwohner | Bemerkung                                                                          |
| ---- | --------- | ---------------------------------------------------------------------------------- |
| 1867 | 244       |                                                                                    |
| 1871 | 221       | Davon in Ackmenischken 47                                                          |
| 1885 | 252       | Davon in Ackmenischken 41, in Dundeln [Vorwerk] 62, in Kattenau (ex Neusorge ?) 10 |
| 1905 | 195       | Davon in Ackmenischken 43                                                          |
| 1910 | 224       |                                                                                    |
| 1925 | 232       |                                                                                    |
| 1933 | 206       |                                                                                    |
| 1939 | 206       |                                                                                    |

#### Söhne und Töchter des Ortes
- Johann Gottlieb Wilhelm von Manstein (* 16. Oktober 1729 im damals noch „Manstein“ genannten Dorf Juckstein; † 1800), preußischer General

#### Amtsbezirk Juckstein (1874–1909)
Der Amtsbezirk Juckstein wurde im Jahr 1874 im Kreis Ragnit eingerichtet. Ihm gehörten folgende Landgemeinden (LG) und Gutsbezirke (GB) an:
| Name                         | Bemerkungen                                 |
| ---------------------------- | ------------------------------------------- |
| Alt Mikehnen (LG)            | hieß seit etwa 1900 Mikehnen                |
| Dannenberg (LG)              |                                             |
| Dundeln [Gut] (GB)           | seit etwa 1900                              |
| Juckstein (GB)               |                                             |
| Neu Krauleidszen (LG)        |                                             |
| Neu Mikehnen (LG)            | wurde um 1880 an Alt Mikehnen angeschlossen |
| Wedereitischken (LG)         |                                             |
| Weedern [Ksp Budwethen] (LG) | seit 1902 zum Ksp Wedereitischken           |

Im Jahr 1909 wurde der Amtsbezirk Juckstein aufgelöst und dessen Verwaltungseinheiten an die Amtsbezirke Budwethen (Dundeln [Gut]), Raudszen (Juckstein) und Wedereitischken (Dannenberg, Neu Krauleidszen, Mikehnen, Wedereitischken und Weedern) verteilt.

### Dundeln
54° 57′ 27″ N, 22° 10′ 35″ O
Dundeln, zunächst Dundullen genannt, war im 18. Jahrhundert ein königliches Bauerndorf. Im Jahr 1874 wurde aus der Landgemeinde Dundeln ein Anwesen als Vorwerk in den Gutsbezirk Juckstein (s. o.) umgegliedert (54° 57′ 33″ N, 22° 12′ 15″ O). Die restliche Landgemeinde gehörte seit dem gleichen Jahr zum neu gebildeten Amtsbezirk Budwethen im Kreis Ragnit. Das ausgegliederte Vorwerk bildete seit etwa 1900 den eigenständigen Gutsbezirk Dundeln im Amtsbezirk Juckstein und kam nach dessen Auflösung im Jahr 1909 in den Amtsbezirk Budwethen. Dort wurde der Gutsbezirk im Jahr 1928 wieder an die Landgemeinde Dundeln angeschlossen.
Auch Dundeln kam 1945 zur Sowjetunion.

#### Einwohnerentwicklung
| Jahr | Einwohner | Bemerkungen                                                           |
| ---- | --------- | --------------------------------------------------------------------- |
| 1867 | 191       |                                                                       |
| 1871 | 182       |                                                                       |
| 1885 | 58        | In der Landgemeinde, zusätzlich im zu Juckstein gehörenden Vorwerk 62 |
| 1905 | 104       | In der Landgemeinde 51, im Gutsbezirk 53                              |
| 1910 | 96        | In der Landgemeinde 35, im Gutsbezirk 61                              |
| 1933 | 93        |                                                                       |
| 1939 | 80        |                                                                       |

### Pabuduppen (Finkenhagen)
54° 57′ 3″ N, 22° 12′ 53″ O
Pabuduppen, zunächst Papuduppen oder Kurschen genannt, war im 18. Jahrhundert ein königliches Bauerndorf. Seit 1874 gehörte die Landgemeinde Pabuduppen zum neu gebildeten Amtsbezirk Kackschen im Kreis Ragnit. 1909 gelangte sie in den Amtsbezirk Budwethen. Im Jahr 1929 wurden die beiden Landgemeinden Augskallen und Bejehnen (s. u.) an die Landgemeinde Pabuduppen angeschlossen. 1938 wurde Pabuduppen in Finkenhagen umbenannt.
Auch dieser Ort kam 1945 zur Sowjetunion.

#### Einwohnerentwicklung
| Jahr | Einwohner | Bemerkungen                                                  |
| ---- | --------- | ------------------------------------------------------------ |
| 1867 | 119       |                                                              |
| 1871 | 104       |                                                              |
| 1885 | 146       |                                                              |
| 1905 | 118       |                                                              |
| 1910 | 133       |                                                              |
| 1933 | 197       | Einschließlich Augskallen und Bejehnen                       |
| 1939 | 171       | Einschließlich Behnen (Bejehnen) und Güldenflur (Augskallen) |

#### Söhne und Töchter des Ortes
- Johann Wannagatis (litauisch Jonas Vanagaitis; * 23. September 1869 in Pabuduppen), litauischer politisch-sozialer Aktivist und Journalist († 1946)

#### Bejehnen (Behnen)
54° 56′ 56″ N, 22° 12′ 7″ O
Bejehnen, zunächst Beegenen genannt, war im 18. Jahrhundert ein königliches Bauerndorf. Die Landgemeinde Bejehnen gehörte seit 1874 zum neu gebildeten Amtsbezirk Kackschen und seit 1909 zum Amtsbezirk Budwethen. 1928 wurde sie an die Landgemeinde Papuschienen (s. o.) angeschlossen. Dort wurde der Ortsteil 1938 in Behnen umbenannt.
Über eine Wiederbesiedelung von Bejehnen/Behnen nach dem Zweiten Weltkrieg ist nichts bekannt. Der Ort ist verlassen.

##### Einwohnerentwicklung
| Jahr | Einwohner |
| ---- | --------- |
| 1867 | 105       |
| 1871 | 97        |
| 1885 | 87        |
| 1905 | 84        |
| 1910 | 67        |

### Kraineje
Im Jahr 1947 wurde Juckstein in Kraineje umbenannt und gleichzeitig dem Dorfsowjet Timofejewski selski Sowet im Rajon Krasnosnamensk zugeordnet. In der Folge wurden auch die ehemaligen Dundeln und Pabuduppen/Finkenhagen zu Kraineje gezählt. Von 2008 bis 2015 gehörte Kraineje zur Landgemeinde Alexejewskoje selskoje posselenije, von 2016 bis 2021 zum Stadtkreis Krasnosnamensk und seither zum Munizipalkreis Krasnosnamensk.

#### Einwohnerentwicklung
| Jahr | Einwohner |
| ---- | --------- |
| 1984 | ~ 50      |
| 2002 | 35        |
| 2010 | 35        |
| 2021 | 34        |

## Kirche
Die Bevölkerung Jucksteins, Dundelns und Pabuduppens (bzw. Finkenhagens) war bis 1945 fast ohne Ausnahme evangelischer Konfession. Während Juckstein zum Kirchspiel der Kirche Groß Lenkeningken (der Ort hieß zwischen 1938 und 1946: Großlenkenau, heute russisch: Lesnoje) gehörte, waren Dundeln und Pabuduppen (Finkenhagen) in das Kirchspiel der Kirche Budwethen (1938 bis 1946: Altenkirch, heute: Malomoschaiskoje) eingepfarrt. Beide Kirchen waren Teil der Diözese Ragnit im Kirchenkreis Tilsit-Ragnit innerhalb der Kirchenprovinz Ostpreußen der Kirche der Altpreußischen Union.
Heute liegt Kraineje im Einzugsbereich der neu entstandenen evangelisch-lutherischen Gemeinde in Sabrodino (Lesgewangminnen, 1938 bis 1946 Lesgewangen) innerhalb der Propstei Kaliningrad der Evangelisch-lutherischen Kirche Europäisches Russland.